# Isetnofret

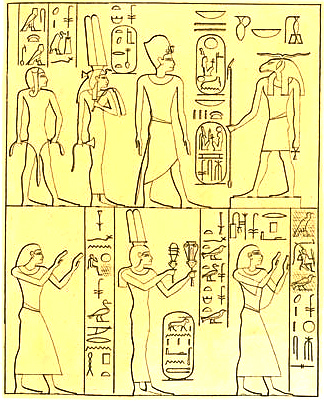
Asuánská stéla, horní část: Ramesse II., Isetnofret a Chamuaset před Chnumem; dolní část princ Ramesse, princezna Bintanac a princ Merenptah

Isetnofret (v egyptštině: „krásná Eset“) byla jednou z velkých královských manželek faraona Ramesse II. Byla matkou jeho syna a nástupce, Merenptaha. Byla spolu s Nefertari jednou z nejvýznamnějších královských manželek a po smrti Nefertari byla hlavní královnou (kolem 24. roku faraonovy vlády).  

## Rodina
Rodiče Isetnofret jsou neznámí. Vzala si Ramesse II. ještě předtím, než nastoupil na trůn, protože její nejstarší děti se objevují již ve scénách z období vlády Setiho I. Měla minimálně tři syny a jednu dceru. Mezi její děti patří: 
- Princ Ramesse, korunní princ od 25 do 50 roku Ramesse II.[1]
- Princezna-královna Bintanac, prvorozená dcera a pozdější manželka Ramesse[2]
- Princ Chamuaset, velekněz Ptah. Korunní princ od 50 do 55 let Ramesse II.
- Faraon Merenptah, Ramesseho 13. syn a konečný nástupce (přežil prvních 12 princů)
- Princezna Isetnofret (?), možná manželka Merenptaha jako Isetnofret II.[3]

Další děti byly možná princ Sethi a princezna Nebettawy, ale pravděpodobně jsou dětmi Nefertari (nebo nějaké jiné matky).

## Tituly
Mezi tituly královny Isetnofret patří Dědičná princezna (jryt-pˤt), Velká náklonností (wrt-ḥzwt), Královská matka (mwt-nswt), Paní celých Dvou zemí (ḥnwt-tɜwy-tm), Královská manželka (ḥmt-nsw), Velká manželka krále (ḥmt-nswt-wrt) 

## Život
Isetnofret je známa z několika nápisů a malých soch. Není dobře doložena před 25. rokem Ramesses II. Zdá se, že většina předmětů a scén zmiňujících královnu Isetnofret je spojena s jejími syny Ramesse, Khamuaset a Merenptah.
Dcera jejího syna Chamuaseta (někdy nazývaná Isetnofret III.) byla pojmenována po ní. Je možné, že tato Isetnofret byla onou Merenptahovou manželkou, nikoliv Isetnofret II. Toto jméno nese také možná dcera Merneptaha.